# Trousseau
Trousseau ist eine im Jura beheimatete Rotweinsorte. Dort ist der Anbau rückläufig, weil sie von den populäreren Sorten ‘Pinot Noir’ sowie ‘Chardonnay’ verdrängt wird.

## Verbreitung
In Portugal und Spanien ist die Sorte unter dem Namen ‘Bastardo’ bekannt und wird in der spanischen Region Galicien als ‘Merenzao’ oder ‘Maria Ardoña’ bezeichnet. Kleine Bestände sind auch in Argentinien (‘Pinot Grit de Rio Negro’), Australien (Gros Cabernet: 250 ha) und Südafrika (188 ha) bekannt. 2010 lag der weltweite Bestand bei 3431 ha.  Kleinste Bestände sind auch in der Schweiz bekannt (0,06 ha, Stand 2009, Quelle: Office fédéral de l'agriculture OFAG).

## Ampelographische Sortenmerkmale
- Die Triebspitze ist offen. Sie ist nur weißwollig behaart, mit leicht rötlichfarbenem Anflug. Die grüngelblichen Jungblätter sind leicht flaumig behaart.
- Die großen Blätter sind fünflappig und mitteltief gebuchtet. Die Stielbucht ist lyrenförmig offen. Das Blatt ist mittelgrob gezahnt. Die Blattoberfläche (auch Spreite genannt) ist blasig derb. Im Herbst verfärbt sich das Laub vollständig rot.
- Die walzenförmige Traube ist klein, geschultert und dichtbeerig. Die leicht ovalen Beeren sind klein und von bläulich-schwarzer Farbe.

Reife: Die Rebsorte reift ca. 20 Tage nach dem ‘Gutedel’ und gilt somit als mittelspät reifend.

## Eigenschaften
Sie treibt recht spät aus und entgeht somit den Spätfrösten. Sie ist anfällig gegen die Anthraknose und die Rohfäule. Außerdem ist die Sorte aufgrund ihrer schlechten Holzreife nicht sehr winterfrostfest.
Die Erträge sind unregelmäßig und schwach. Die Traube ist sehr zuckerreich und säurearm.

## Wein
Der Wein zeigt eine stark kirschrote Farbe und erinnert an rote Waldfrüchte. Im Verschnitt mit der Sorte ‘Poulsard’ ergeben sich sehr feine Rotweine.
Die in Kalifornien bekannte Rebsorte ‘Trousseau Gris’ ist eine Mutation des ‘Trousseaus’.

## Synonyme
‘Abrunhal’, ‘Bastardinha’, ‘Bastardinho’, ‘Bastardo’, ‘Bastardo Do Castello’, ‘Bastardo Dos Frados’, ‘Bolonio’, ‘Capbreton Rouge’, ‘Carnaz’, ‘Chauche Noir’, ‘Cruchenton Rouge’, ‘Donzelino De Castille’, ‘Graciosa’, ‘Gris De Salces’, ‘Gros Cabernet’, ‘Maria’, ‘Maria Adona’, ‘Maria Adorna’, ‘Maria Ardona’, ‘Maria Ordona’, ‘Maturana Tinta’, ‘Maturana Tinto’, ‘Maturano’, ‘Merenzano’, ‘Merenzao’, ‘Pardinho’, ‘Pecho’, ‘Pinot Gris De Rio Negro’, ‘Roibal’, ‘Semillon Rouge’, ‘Tintollo Borgolona’, ‘Tresseau’, ‘Triffault’, ‘Trousse’, ‘Trousseau’, ‘Trousseau Gris’, ‘Troussot’, ‘Trusiaux’, ‘Trusseau’, ‘Trussiau’, ‘Verdejo Tinto’.